# Pascal Simon
Pascal Simon (Mesnil-Saint-Loup, 27 september 1956) is een voormalig Frans wielrenner. Hij was professional van 1979 tot en met 1991. Simon was de oudste van vier broers die allen profrenner werden: Régis, Jerôme en François. 
In 1983 wist de toen nog vrij onbekende Simon in de negende etappe van de Ronde van Frankrijk de gele trui te veroveren. De dag daarna komt hij ten val en breekt zijn schouderblad. Simon rijdt nog zes dagen verder en laat de zege aan Laurent Fignon.

## Belangrijkste overwinningen
1980
- Tour du Haut-Var

1981
- 11e,12e etappe en eindklassement Ronde van de Toekomst

1982
- 15e etappe Ronde van Frankrijk
- 1e en 5e etappe van de Clásico RCN

1983
- 3e etappe Dauphiné Libéré
- Boucles de Sospel

1984
- 1e etappe en eindklassement Route du Sud

1986
- Ronde van de Haut-Var
- 4 etappe deel b Parijs-Nice

1987
- eindklassement Tour du Vaucluse

1988
- Châteauroux - Limoges

1989
- 2e etappe Ronde van Frankrijk

1991
- 3e etappe Tour du Limousin

## Resultaten in voornaamste wedstrijden
| Jaar | Ronde van Italië | Ronde van Frankrijk | Ronde van Spanje |
| ---- | ---------------- | ------------------- | ---------------- |
| 1979 |                  |                     |                  |
| 1980 |                  | 28e                 |                  |
| 1981 |                  |                     |                  |
| 1982 |                  | 20e (1)             |                  |
| 1983 |                  | opgave              |                  |
| 1984 |                  | 7e                  |                  |
| 1985 |                  | 20e                 | 14e              |
| 1986 |                  | 13e                 |                  |
| 1987 |                  | 53e                 |                  |
| 1988 |                  | 17e                 |                  |
| 1989 |                  | 13e                 |                  |
| 1990 | 73e              | 35e                 |                  |

| Jaar | Amstel Gold Race | Luik-Bast.‑Luik | Ronde van Lombardije | Waalse Pijl | Parijs-Tours | Bretagne Classic |  | Wereldranglijsten |
| ---- | ---------------- | --------------- | -------------------- | ----------- | ------------ | ---------------- |  | ----------------- |
| 1979 | 29e              | 16e             |                      | 24e         |              | 10e              |  |                   |
| 1980 | 40e              | 15e             | 16e                  | 14e         | 49e          |                  |  |                   |
| 1981 | 29e              | 20e             | 8e                   | 68e         |              |                  |  |                   |
| 1982 |                  | 20e             | 38e                  | 46e         | 74e          |                  |  |                   |
| 1983 | 45e              | 16e             |                      |             |              |                  |  |                   |
| 1984 |                  | 14e             |                      | 20e         |              | 7e               |  | 17e (SPP)         |
| 1985 |                  |                 | 14e                  | 33e         | 44e          |                  |  |                   |
| 1986 |                  | 29e             |                      | 24e         | 81e          |                  |  |                   |
| 1987 | 51e              | 41e             |                      |             |              |                  |  |                   |
| 1988 |                  | 30e             |                      | 11e         |              |                  |  |                   |
| 1989 |                  |                 | 44e                  |             | 99e          |                  |  |                   |
| 1990 |                  | 83e             |                      | 68e         |              |                  |  |                   |